# Bissau-Guinea
Bissau-Guinea, hivatalosan Bissau-guineai Köztársaság (portugálul República da Guiné-Bissau, IPA: ʁeˈpublikɐ dɐ ɡiˈnɛ biˈsaw) egy nyugat-afrikai állam, amely északon Szenegállal, délen Guineával határos, a nyugati partját pedig az Atlanti-óceán alkotja. Területe 36 125 km2, becsült népessége kb. 1 600 000 fő.
Afrika egyik legkisebb állama a nyugati parton Szenegál és Guinea között, melynek felségterületéhez tartoznak a Bijagós-szigetek is. Több nemzetközi szervezetben is tag: ENSZ, Afrikai Unió (UA), Portugál Nyelvű Országok Közössége (CPLP), Hivatalosan Portugál Nyelvű Afrikai Államok Szövetsége (PALOP), Latin Unió, Nyugat-afrikai Gazdasági Tömörülés (CEDEAO), Frankofónia, Portugál Gyarmatok Szövetsége. A Föld legszegényebb országai között tartják számon.

## Földrajz

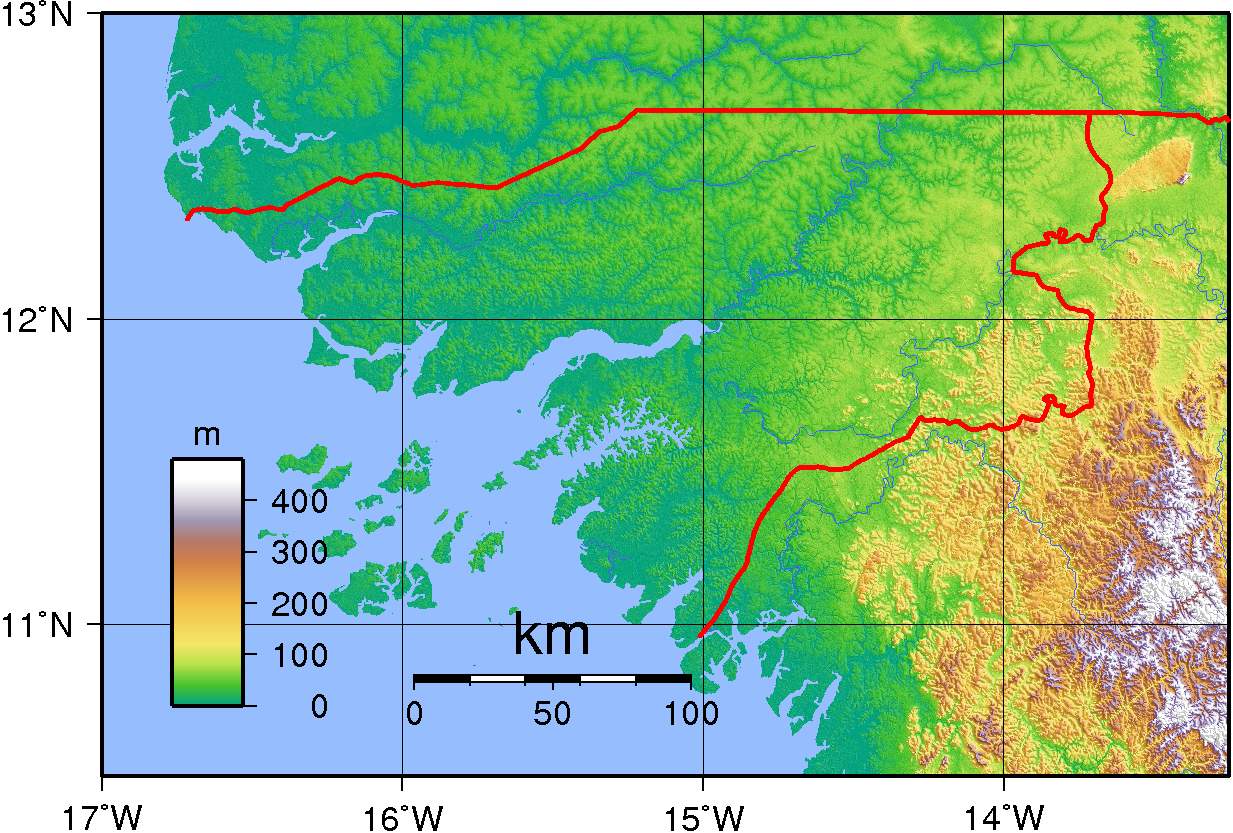
Bissau-Guinea domborzati térképe

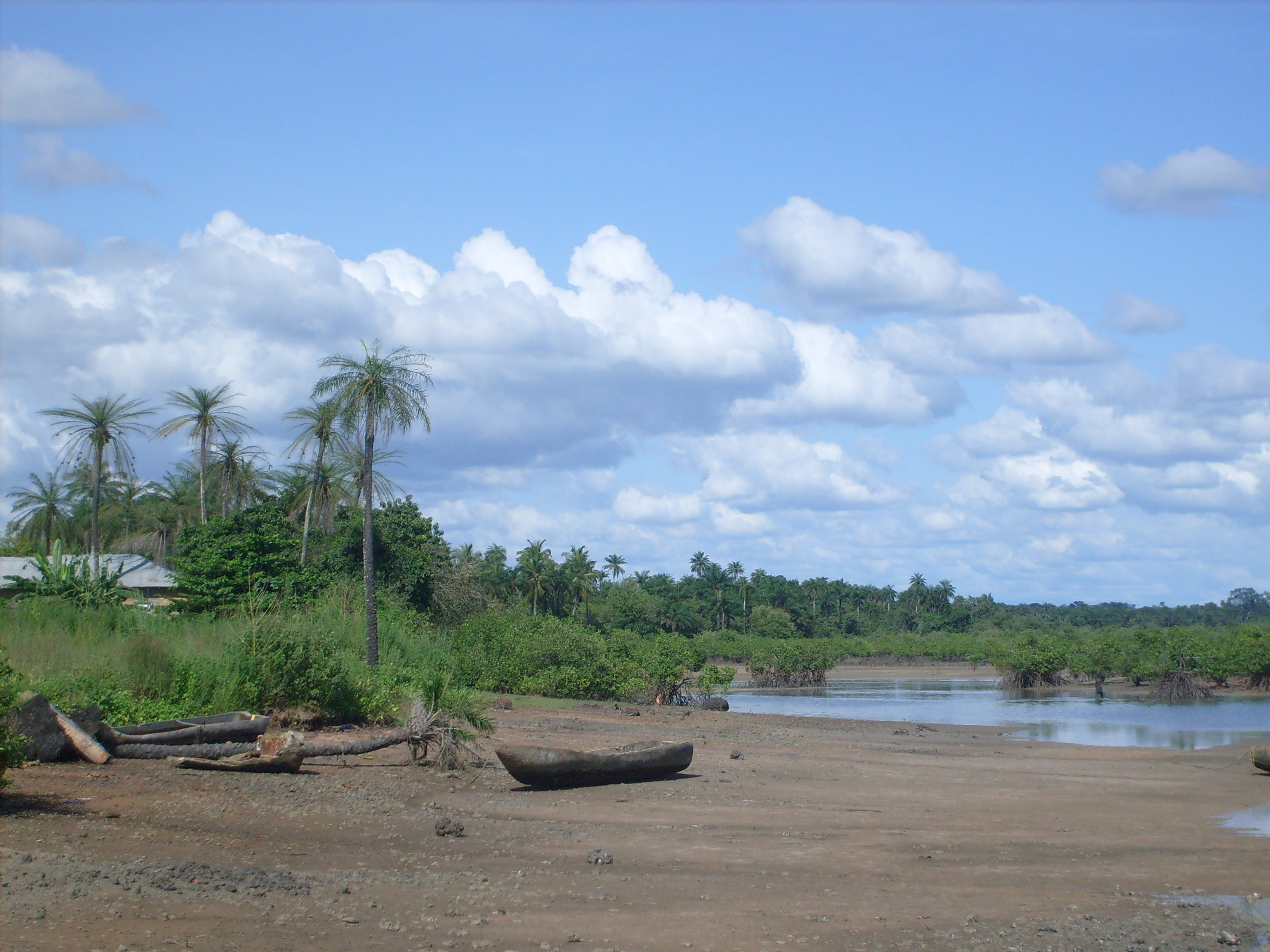
Tengerpart, Biombo

### Domborzat
Erősen tagolt partvidékét mocsaras, mangroveerdős síkság kíséri, amelyet az ország belseje felé alacsony dombvidék vált fel. Legmagasabb pontja: 210 m t. sz. f.

### Vízrajz
Az ország területét számos folyó szövi át, melyek az esős időszakban hatalmas területeket öntenek el.
Legjelentősebb folyók: Géba, Corubal, Kayanga.

### Éghajlat
Bissau-Guinea éghajlata egész évben trópusi, meleg, kis hőmérséklet ingadozással. A hőmérséklet átlaga: 26,3 °C. Az átlagos csapadékmennyiség évente 2024 mm. Ennek zöme az esős évszakban hullik (júniustól-októberig). A száraz évszakban aszályos az időjárás.

### Élővilág, természetvédelem
A tengerparton mangrovepálma és mocsári erdők, a szigeteken és a parti lapályokon örökzöld esőerdők nőnek. Az ország belsejében száraz erdők, keleten fás és bokros szavannák vannak. Jellegzetes állatfajták a part menti sávban: nílusi krokodil, nílusi víziló, vörhenyes gödény, rózsás flamingó, marabu, a szavannákon: afrikai elefánt, kafferbivaly, antilop, leopárd, foltos hiéna. De az ország területén megtalálható az afrikai aranymacska, a sujtásos sakál, a villier petymeg, a mocsári manguszta és a gambiai mongúz, a csimpánz, a törpevíziló és a folyami disznó is.

#### Nemzeti parkjai
A nemzeti parkok az állatvilág gazdagságának megőrzése mellett a turizmust szolgálják.
- Ilhas de Orango Nemzeti Park - szigetcsoport 27 hektár szárazföldi területtel.
- Joao Vieira e Poilao Tengeri Nemzeti Park: a Bijagos-szigetcsoport délnyugati része. Fő nevezetességei a többféle tengeri teknős.
- Rio Cacheu: nagy kiterjedésű mangrovepálma-erdő.
- Lagoa de Cufada: turistalátványosság, édesvizű tavak, tengeri lagúnák és erdők szövevénye.

#### Természeti világörökségei
Az UNESCO nem tart számon az országban olyan területet, amely a természeti világörökséghez tartozna.

## Történelem
Az arab-iszlám hatás a 7. században érte el az ország lakosait. A 8-13. században a nyugat-szudáni Ghána, a 13-14. században a Mali Birodalom része lett, a 15. században Szongai Birodalom fennhatósága alá került. Portugál hajósok már 1446-ban felfedezték a Zöld-foki-szigeteket, a Gambia folyó torkolatát, valamint a part menti szigeteket. Az első portugál település Cacheau volt (alapítva 1588-ban), ezt Bissau (1600-ban) követte. Az ország 1879-ben lett Portugália gyarmata Portugál Guinea néven.

A vidék négy évszázadon át volt a rabszolga-kereskedelem központja. A 16-17. század során az angolok, franciák és hollandok is kereskedelmi telepeket hoztak létre. A 20. század kezdetétől a nagy monopóliumok zsákmányolták ki a gyarmatot. Elsősorban földimogyorót, pálmaolajat, rizst termesztettek, főként monokultúrában. 1942-ben Bolama helyett Bissau lett a főváros. Az ország 1951-től Portugália tengerentúli tartománya. A portugálok 1961-ben megszüntették az 1954-es "bennszülött statútumot", ami jelentős privilégiumokat biztosított a fekete afrikaiak egy vékony rétegének. Az ötvenes évek elejétől ellenállási csoportok működtek az országban s a Zöld-foki-szigeteken. A csoportok 1956-ban a Partido Africano da Independência da Guiné e Cabo Verde (PAIGC), Guinea és a Zöld-foki-szigetek Afrikai Függetlenségi Pártja szervezetében egyesültek. 

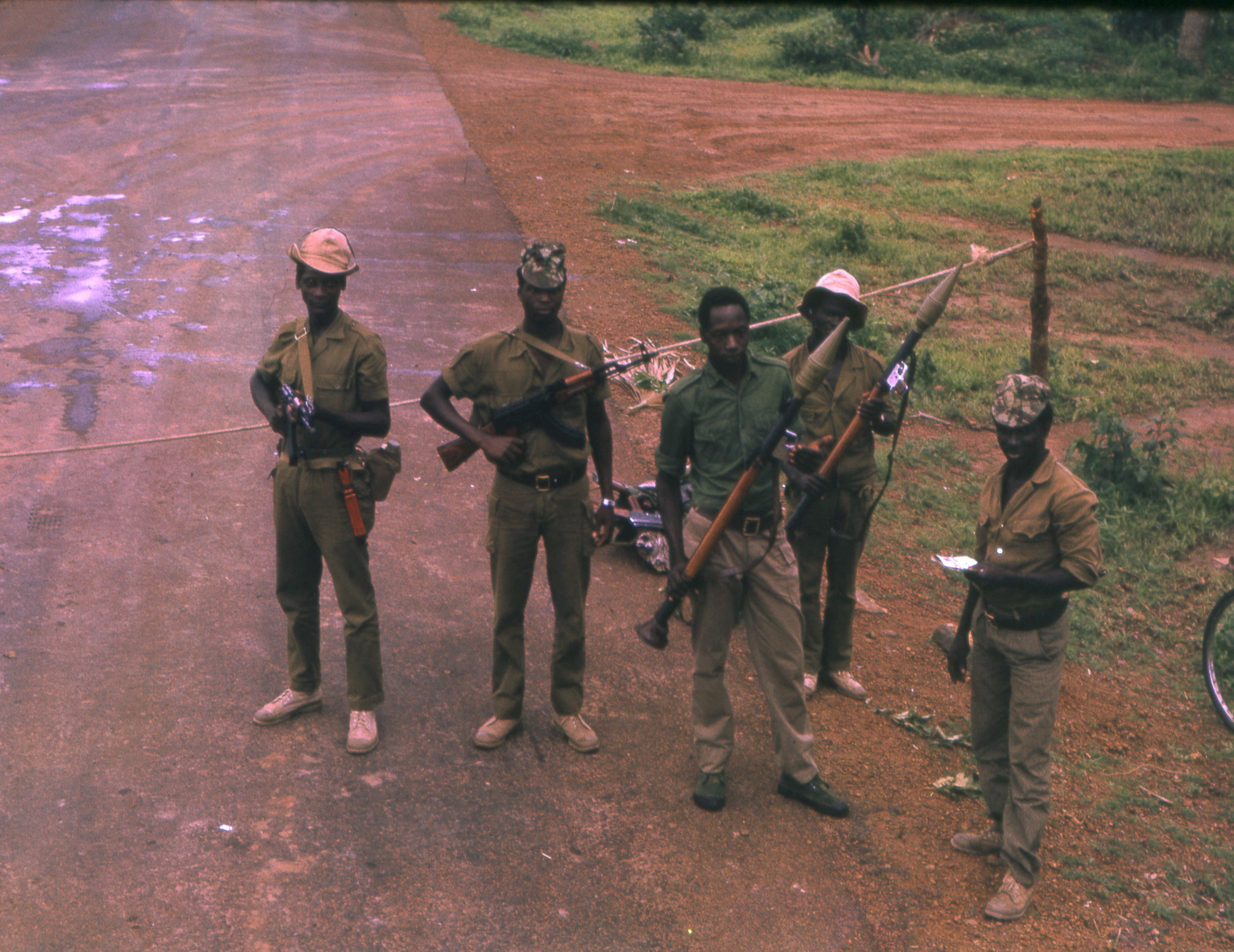
PAIGC ellenőrzési pont az úton (1974)

 A PAIGC 1963-ban indított háborút Bissau-Guinea és a szintén portugál gyarmat Zöld-foki-szigetek függetlenségének kivívásáért. Az Amílcar Cabral vezette felszabadító háború eredményeként 1972-ben tartották az első választásokat, s a népgyűlés kidolgozta a felszabadított Bissau-Guinea alkotmányát. Miután 1973 januárjában Cabralt Conakryban meggyilkolták, a népgyűlés 1973. szeptember 24-én egyoldalúan függetlenné nyilvánította az országot. Függetlenségét 1974 szeptemberében az 1974 áprilisában végrehajtott portugáliai államcsíny után létrejött új portugál vezetés hivatalosan is elismerte. Az ország első elnöke a meggyilkolt Amilcar Cabral öccse Luís Cabral lett. Az ország tagja lett az ENSZ-nek. 1975-ben Bissau-Guinea csatlakozott a loméi kereskedelmi egyezményhez, ami az Európai Közösségek és a fejlődő országok egy nagy csoportja között jött létre. 

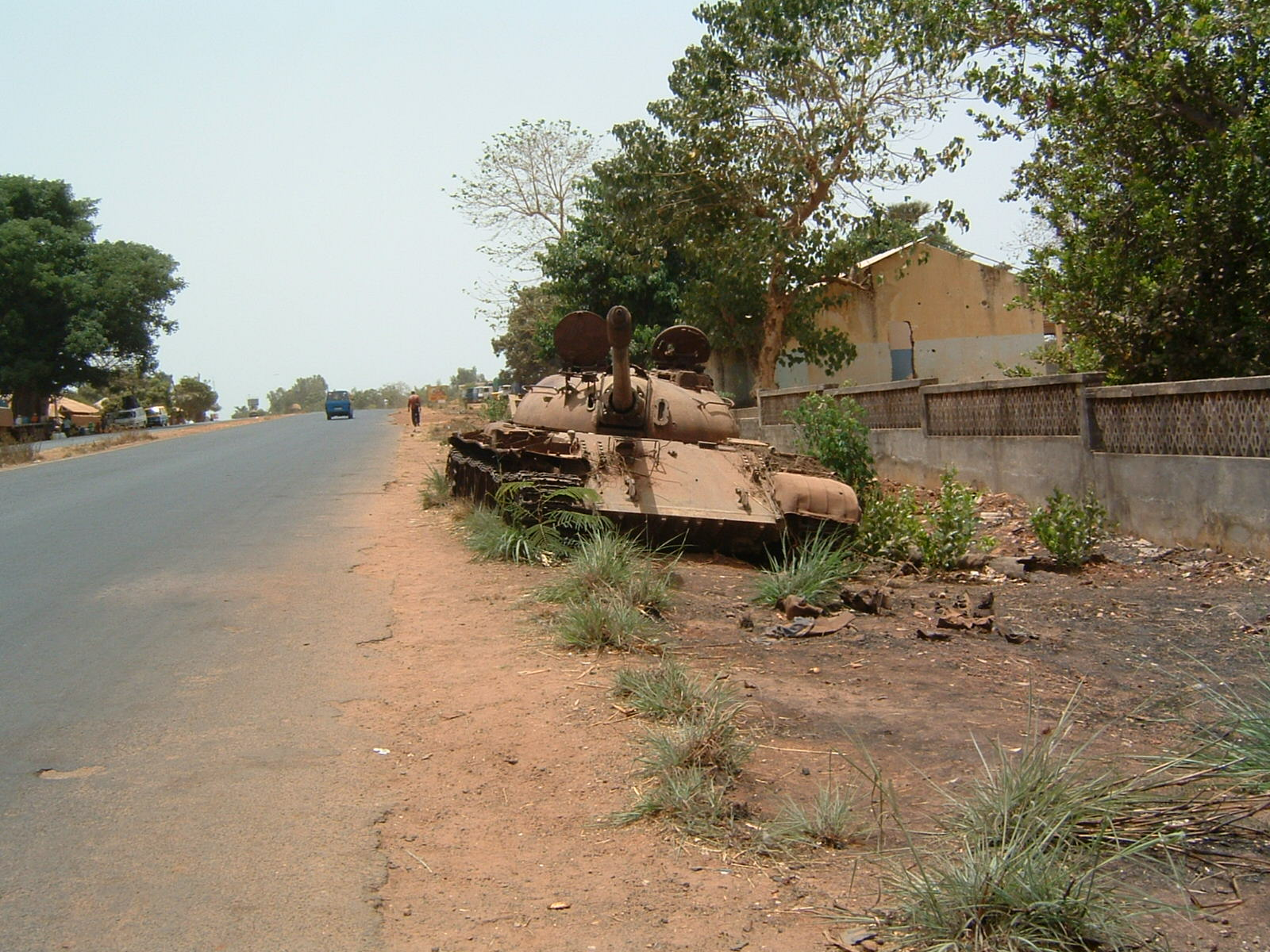
Elhagyott tank az út mellett

 Az 1970-es évek második felében a gazdaság összeomlott, s burjánzott a korrupció. 1980-ban a Zöld-foki-szigetekkel való sikertelen egyesülési kísérlet után egy katonai puccs 1980. november 15-én az addigi miniszterelnököt, João Bernardo Vieira dandártábornokot juttatta az elnöki székbe. A PAIGC 1991-ben hozzájárult a többpárti demokrácia bevezetéséhez. Az első törvényes választásokat 1994-ben tartották, s ezek a PAIGC győzelmét hozták. Az 1998-ban kitört polgárháborúban több százezer ember vesztette el otthonát. 2000-ben a katonai uralom után ideiglenes kormány alakult. Az államfő Kumba Yala (PRS), a kormányfő Caetani N'Tchama lett. A demokráciába való átmenet a gazdasági elmaradottság mellett a polgárháború veszélye miatt lassú.
A 2005-ben tartott választások nyomán az 1998-ban Portugáliába menekült Vieira került az elnöki székbe, aki viszonylagos nyugalmat teremtett. Az ország azonban továbbra is nyomorog ( a világ 5. legszegényebb állama) és a közéletet a korrupció uralja. 2009. március elején ismét kitört a fegyveres harc az elnök és a vele szemben álló PAIGC adta kormány és a hadsereg vezetése között. Egyetlen éjszaka mind Vieira elnök, mind pedig a hadsereg vezérkari főnöke, Batista Tagmé Na Wait kölcsönösen merénylet áldozata lett.

## Államszervezet és közigazgatás

### Alkotmány, államforma
Az ország államformája elnöki köztársaság.

### Törvényhozás, végrehajtás, igazságszolgáltatás

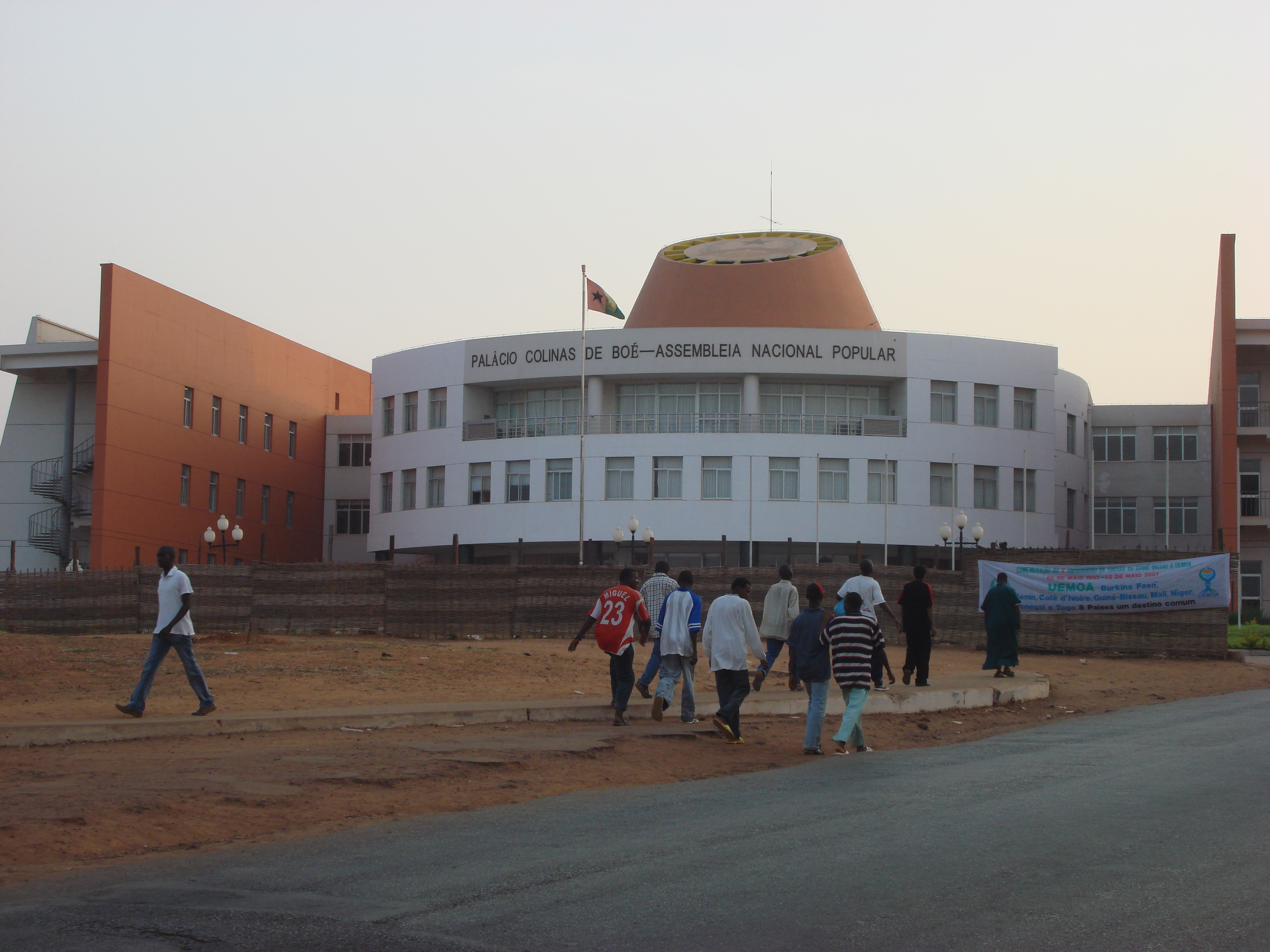
Az országgyűlés épülete Bissauban

Az ország mai alkotmánya 1984-ből származik. Eszerint Bissau-Guinea elnöki köztársaság. 1991-től többpártrendszerű. A népi gyűlésnek 150 képviselő tagja van, akiket a nyolc, öt évre választott területi tanács választ meg a saját tagjai közül. A parlament választja az államtanács 15 tagját. Az államtanács elnöke a köztársasági elnök, aki egyben a kormányfő és a fegyveres erők főparancsnoka is. A minisztereket és az államtitkárokat a kormányfő nevezi ki.
A bírósági szervezet élén álló legfelsőbb bíróság bíráit az államtanács elnöke nevezi ki.

### Politikai pártok

#### Elnökök
- 1973. szeptember 24. – 1980. november 14.: Luís de Almeida Cabral (puccsal elmozdítva)
- 1980. november 14. – 1999. május 7.: João Bernardo Vieira (puccsal elmozdítva)
- 1999. május 7. – 1999. május 14.: Ansumane Mané (katonai junta)
- 1999. május 14. – 2000. február 17.: Malam Bacai Sanhá (ideiglenesen)
- 2000. február 17. – 2003. szeptember 14.: Kumba Ialá (puccsal elmozdítva)
- 2003. szeptember 14. – 2003. szeptember 28.: Veríssimo Correia Seabra (katonai junta)
- 2003. szeptember 28. – 2005. október 1.: Henrique Rosa (ideiglenesen)
- 2005. október 1. – 2009. március 2.: João Bernardo Vieira (meggyilkolták)
- 2009. március 3. – 2009. szeptember 8.: Raimundo Pereira (ideiglenesen)
- 2009. szeptember 8. – 2012. január 9.: Malam Bacai Sanhá (meghalt)
- 2012. január 9. – 2012. április 12.: Raimundo Pereira (ideiglenesen, puccsal elmozdítva)
- 2012. április 12. – 2012. május 11.: Mamadu Ture Kuruma (katonai junta)
- 2012. május 11. – 2014. június 23.: Manuel Serifo Nhamadjo (ideiglenesen)
- 2014. június 23. – 2020. február 27.: José Mário Vaz
- 2020. február 27. óta: Umaro Sissoco Embaló

### Közigazgatási beosztás
Az országot 9 régió alkotja:
| Bissau-Guinea régiói | - Bafata - Biombo - Bissau (autonóm szektor) - Bolama - Cacheu - Gabu - Oio - Quinara - Tombali |

### Védelmi rendszer
A 2000 fős rendőrséggel együtt a fegyveres erők személyi állománya 8500 fő. Ebből 6100 főt tesz ki a szárazföldi hadsereg, ami 46 harckocsival, 50 ágyúval és aknavetővel, 60 páncélozott szállító járművel és néhány légvédelmi fegyverrel rendelkezik. A légierőnek 10 repülőgépe, 4 helikoptere és 100 fős személyzete van. A haditengerészet 300 emberrel 11 kisebb méretű hajót üzemeltet.

## Népesség

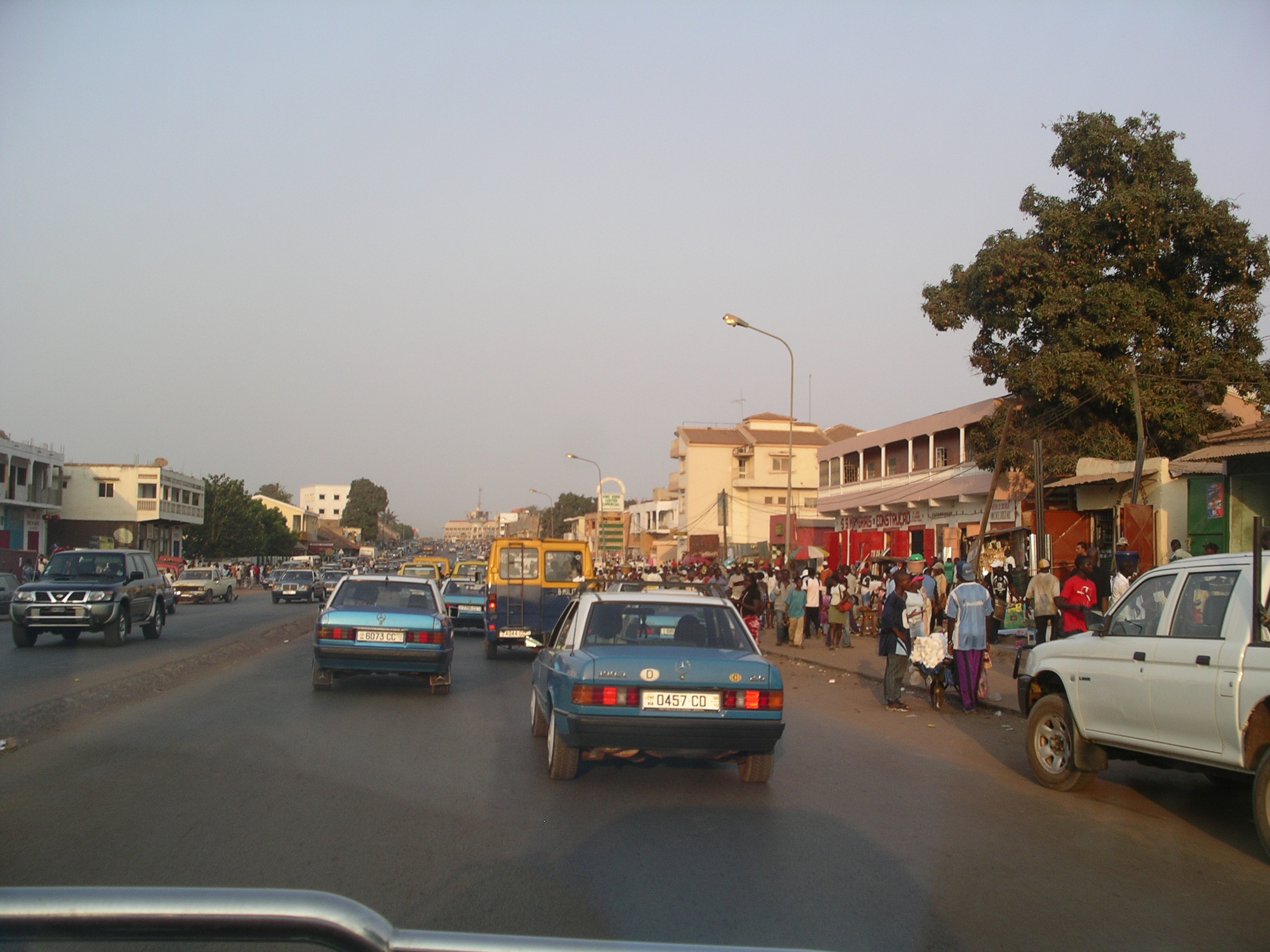
A főváros, Bissau egy útja

Fővárosi utcakép

### Általános adatok
A fővárosban, Bissauban 567 000 fő lakik. Az ország népessége 1 704 000 fő (2013). A népsűrűség: 37,2 fő/km². A népességnövekedési ráta: 2,23%. Várható átlagos élettartam: 50 év. Csecsemőhalandósági ráta: 108,5‰. Írástudatlanság 66%. [mikor?]

### Népességének változása
| Lakosok száma | 635 956 | 661 811 | 718 837 | 802 025 | 889 592 | 1 017 385 | 1 165 465 | 1 330 849 | 1 516 920 | 1 861 283 |
|               | 1960    | 1966    | 1972    | 1978    | 1984    | 1990      | 1996      | 2002      | 2008      | 2017      |

### Nyelv
A hivatalos nyelv a portugál, de a törzseknek megvan a saját nyelvük.

### Etnikumok
Népek: balanta (25%), fula (20%), mandingo (12%), manyako (10%), egyéb (biaffada, bidjogo, pepel, európai, mulatt).

### Vallási megoszlás
Törzsi vallású 50%, muszlim 45%, keresztény 5%. [mikor?]

### Legnépesebb települések
| Rangsor | Név       | Lakosság             | Lakosság        | Régió   |
| Rangsor | Név       | 1979-es népszámlálás | 2005-ös becslés | Régió   |
| 1.      | Bissau    | 109 214              | 388 028         | Bissau  |
| 2.      | Bafatá    | 13 429               | 22 521          | Bafatá  |
| 3.      | Gabú      | 7 803                | 14 430          | Gabú    |
| 4.      | Bissorã   | n.a.                 | 12 688          | Oio     |
| 5.      | Bolama    | 9 100                | 10 769          | Bolama  |
| 6.      | Cacheu    | 7 600                | 10 490          | Cacheu  |
| 7.      | Bubaque   | 8 400                | 9 941           | Bolama  |
| 8.      | Catió     | 5 170                | 9 898           | Tombali |
| 9.      | Mansôa    | 5 390                | 7 821           | Oio     |
| 10.     | Buba      | n.a.                 | 7 779           | Quinara |
| 11.     | Quebo     | n.a.                 | 7 072           | Quinara |
| 12.     | Canchungo | 4 965                | 6 853           | Cacheu  |
| 13.     | Farim     | 4 468                | 6 792           | Oio     |
| 14.     | Quinhámel | n.a.                 | 3 128           | Biombo  |
| 15.     | Fulacunda | n.a.                 | 1327            | Quinara |

## Gazdaság

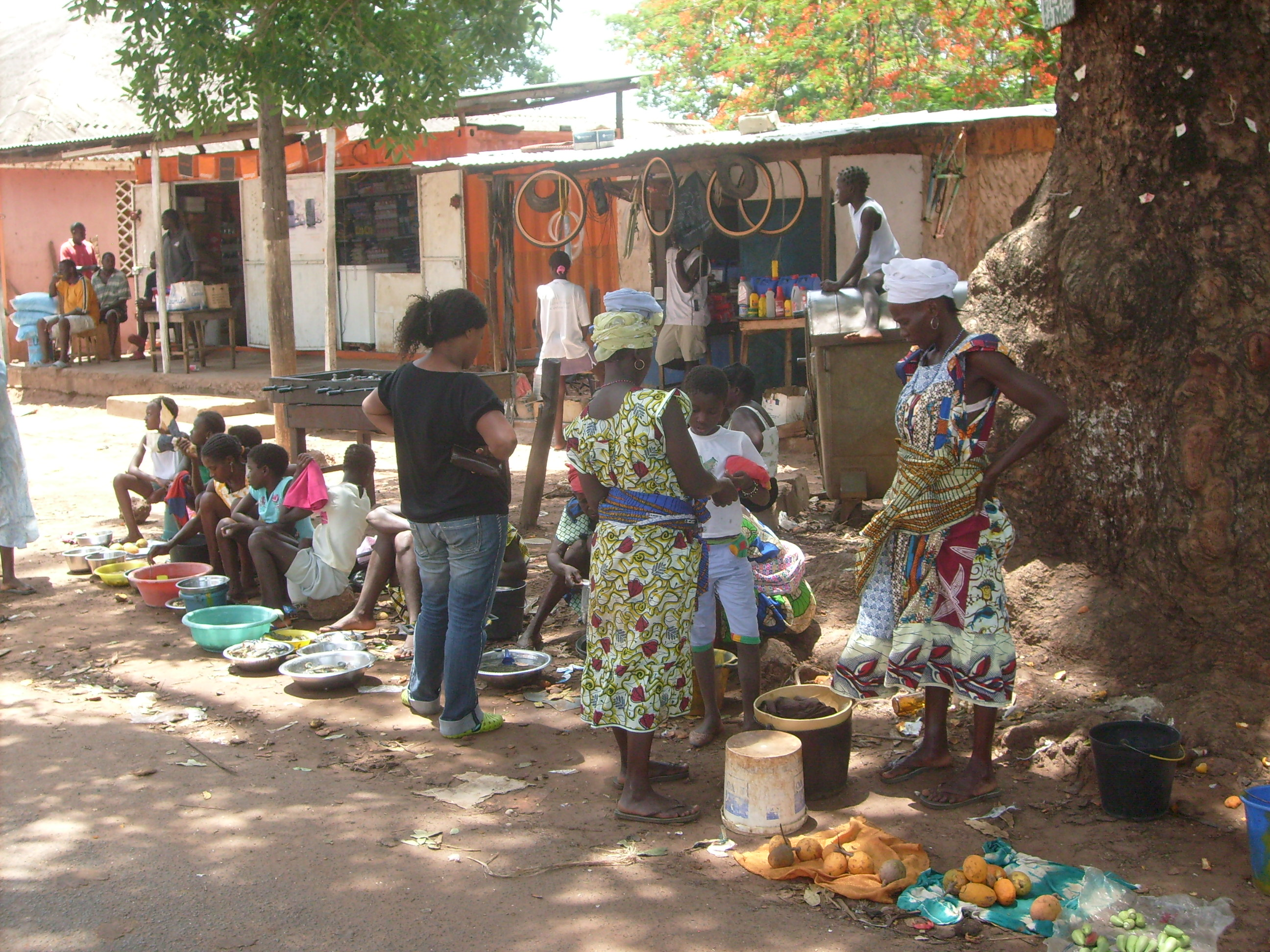
Árusok az út szélén, Quinhamel

### Általános adatok
Bissau-Guinea agrárország. Földünk 10 legszegényebb országának egyike. Gazdasága a mezőgazdaságán és a halászaton alapszik. Legfontosabb terménye és élelme a rizs. A polgárháború az ország infrastruktúráját teljesen tönkretette. A gazdaság nagymértékben a külföldi segélyekre utalt, melyek a GDP 40%-át, az importnak közel kétharmadát teszi ki.
Nemzeti valuta: afrikai valutaközösség (CFA-frank, röviden XAF).
A GNP nem hivatalos, a becsült érték 2004-ben 1,2 milliárd USD. A GNP/fő értéke szintén becsült adat 2004-ből, 900 amerikai dollár. A GDP szektorális megoszlása: mezőgazdaság 54%, ipar 15%, szolgáltatás 31%. A nemzetközi kereskedelembe (a drogkereskedelmet kivéve) alig kapcsolódik be.

### Gazdasági ágazatok

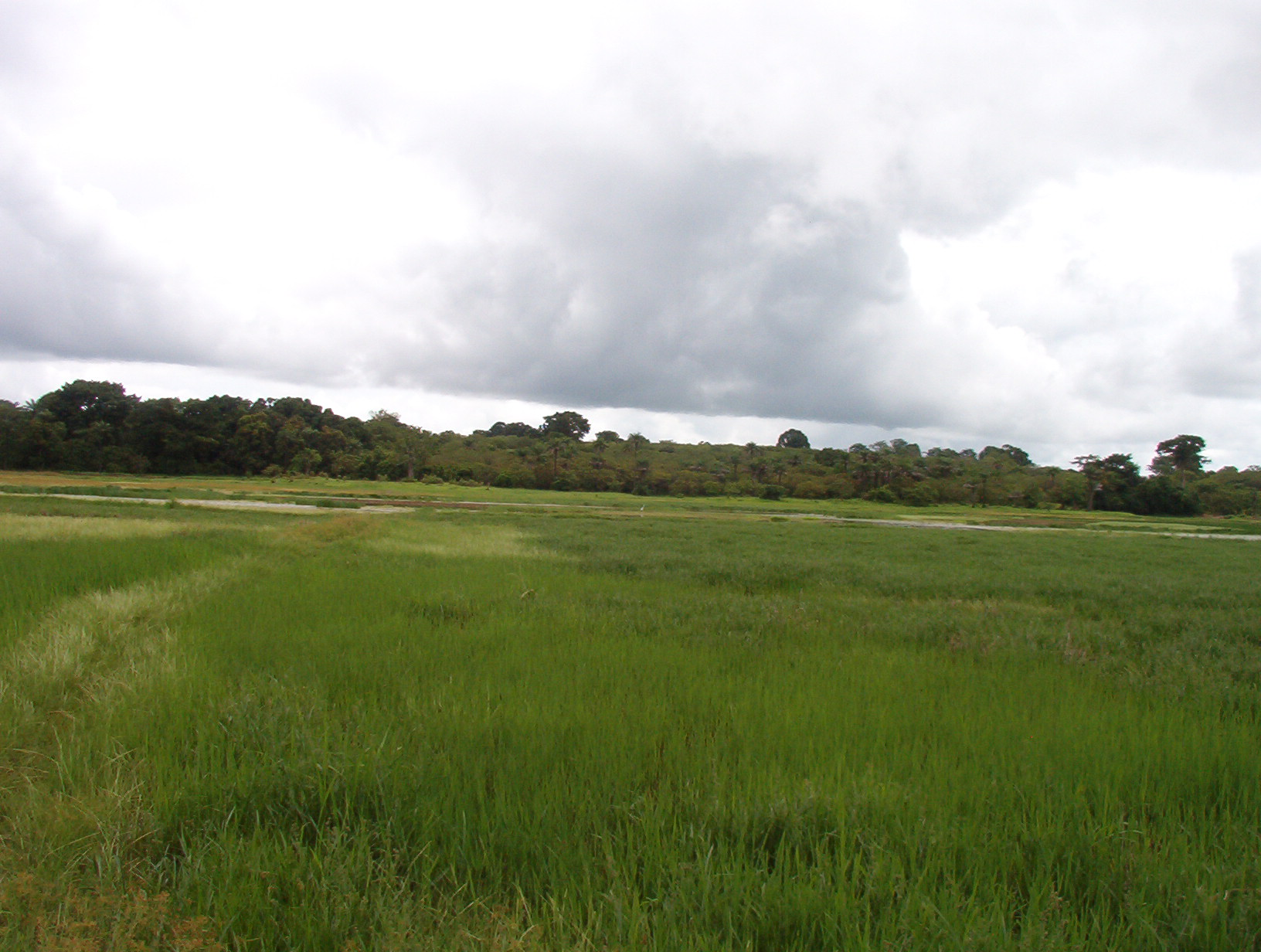
Rizsföld

#### Mezőgazdaság
A földterület 11%-a szántó, 38%-a rét és legelő, 38%-a erdő és bozót, 1%-a állandó kultúra, 12%-a egyéb terület. A fontosabb termesztett növények: rizs, cukornád, kukorica, gumós növényfélék, zöldség, banán, kakaó, batáta, mandula, olajpálma, kesudió, kókuszpálma, földimogyoró. Állattenyésztésben a legfontosabbak: a baromfi, a szarvasmarha és a sertés. A halászat és a fakitermelés is jelentős.

#### Ipar
Ipara fejletlen. Az élelmiszerfeldolgozás és a tartósítóipar területén találhatók számottevőbb kapacitások.
A magas költségek miatt az ásványkincsek (kőolaj, foszfát, bauxit) kitermelése a közeljövőben nem várható.

#### Külkereskedelem
Fő kiviteli cikkei: kesudió, földimogyoró, bauxit, pálmamag, hal, gyapot.
Legfontosabb behozatali cikkei: élelmiszerek, gépek, nyersanyag, kőolajtermékek nagy része ma is Portugáliából származik.
Fő partnerei 2017-ben:
- Import:  Portugália 47,8%, Szenegál 12,1%, Kína 10,4%, Hollandia 8,1%
- Export:  India 67,1%, Vietnam 21,1%

#### Az országra jellemző egyéb ágazatok
A Dél-Amerika és Európa közötti kábítószer-kereskedelem egyik fő tranzitállomása.

## Közlekedés
Az úthálózat hossza 5000 km, amiből 400 km az aszfaltozott. A legjelentősebb tengeri kikötő és nemzetközi repülőtér Bissauban van, ezenkívül még három kisebb kikötő és két kisebb repülőtér van. A belföldi közlekedés nagy része a vízi utakon bonyolódik.

## Telekommunikáció
| Hívójel prefix | J5 |
| ITU zóna       | 46 |
| CQ zóna        | 35 |

## Kultúra

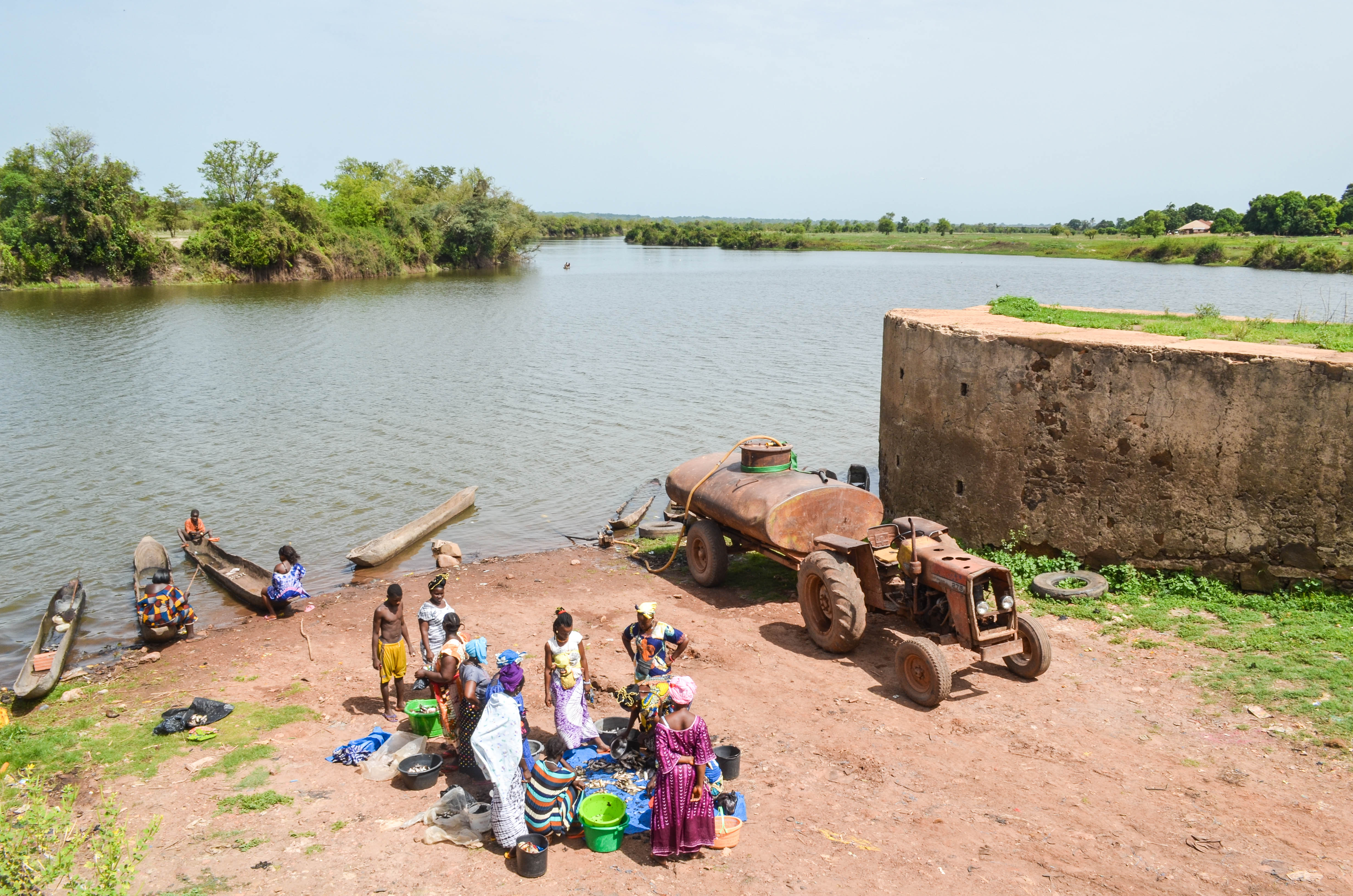
Folyóparti életkép

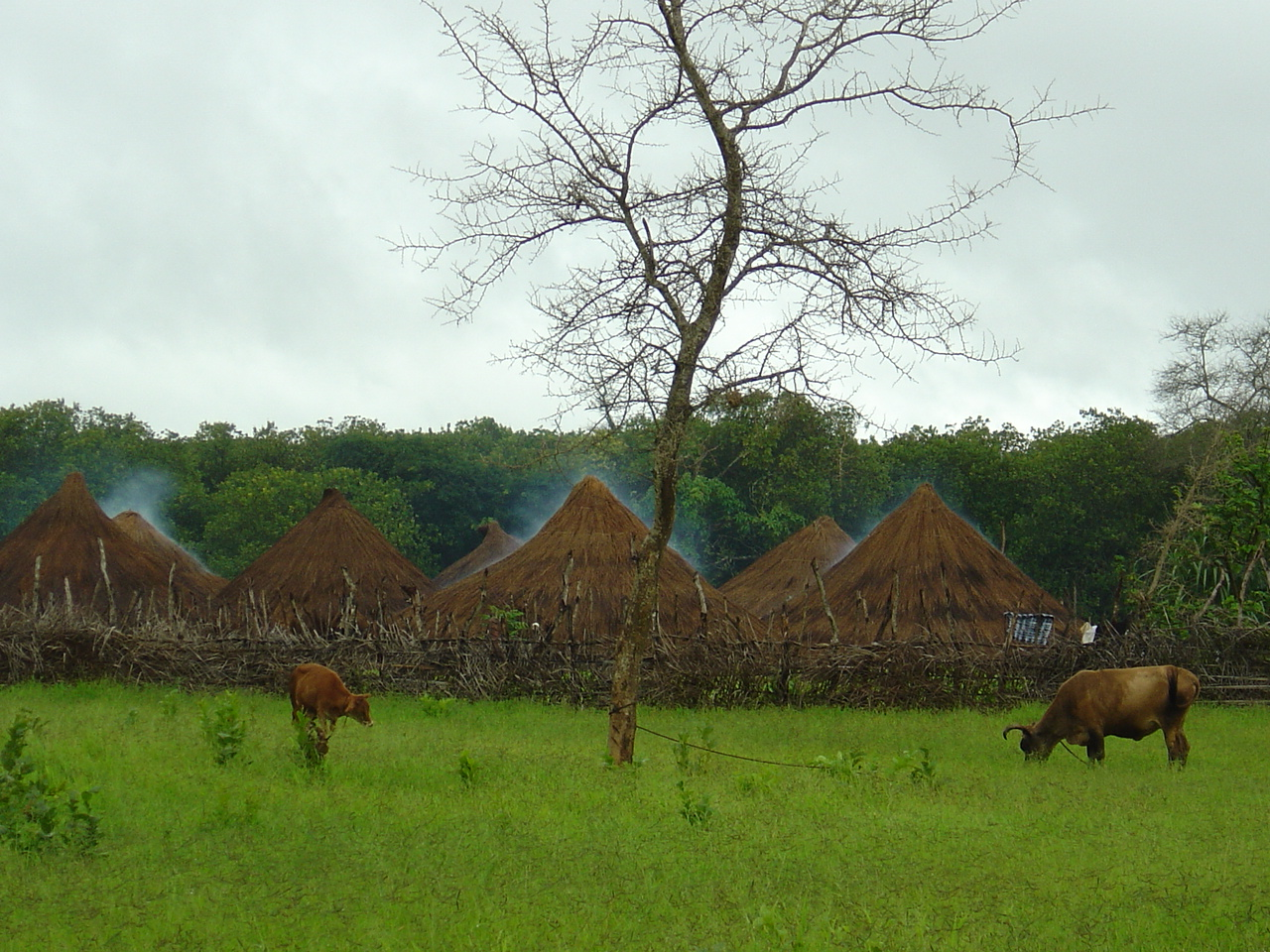
Egy tipikus falu Bissau-Guineában

### Oktatási rendszer
Bissau-Guineában a lakosság 61%-a analfabéta. Az ország kormánya szigorúan ellenőrzi az iskolásokat, hogy járnak-e iskolába. Az iskolakötelezettség 6 éves kortól van. Az állam hivatalos nyelve a portugál, azonban a gyerekek otthon nem beszélik ezt, így nehéz a dolguk. Az országban létezik három egyetem a volt Amilcar Cabral amit most Lusofona egyetemnek hívnak, a Colinas de Boé Egyetem és a nemrégen nyílt Jean Peagget Egyetem.

### Gasztronómia

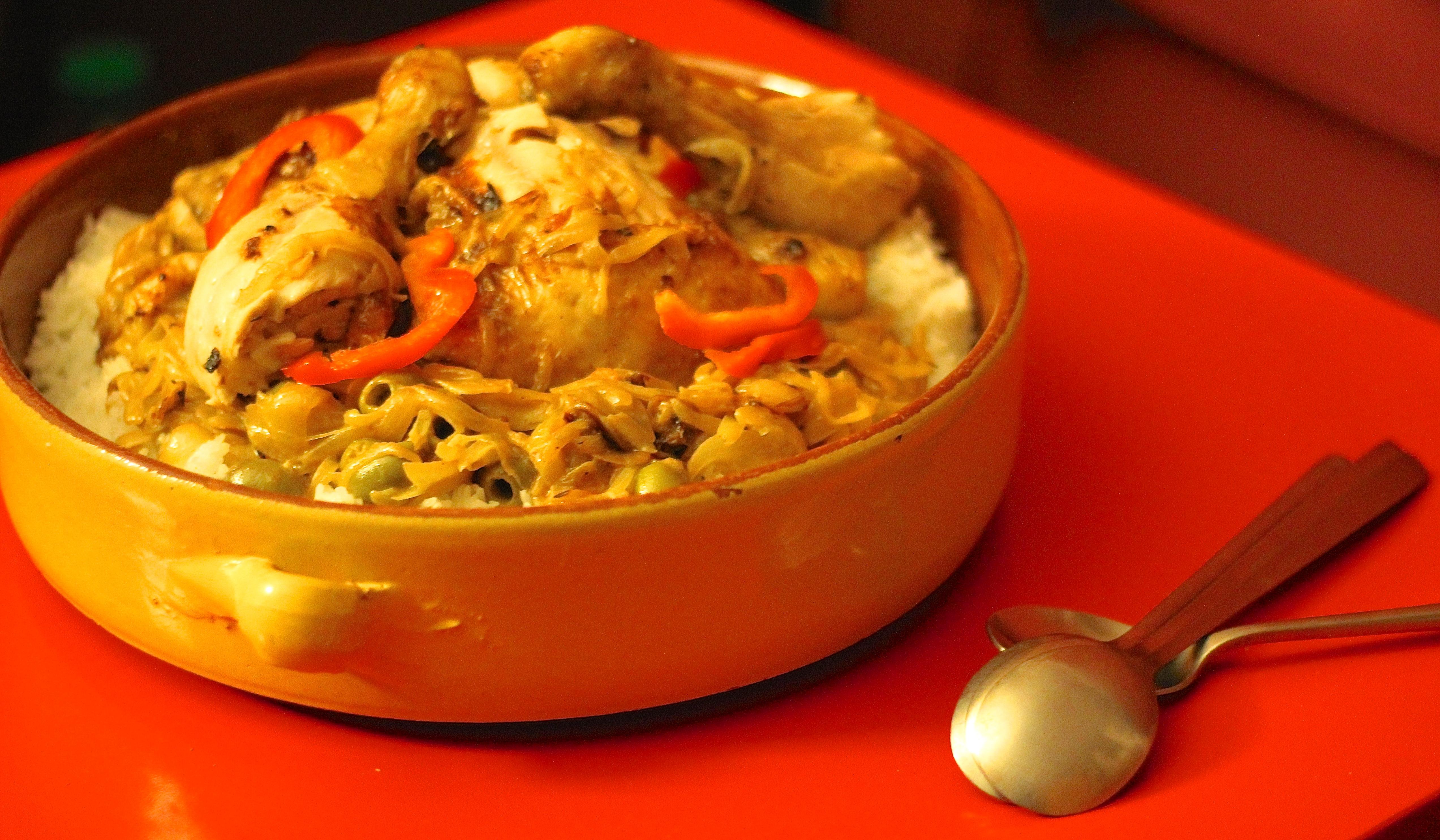
Csirkés yassa

A partmenti területeken a táplálkozás főleg rizsalapú, a belső területeken pedig a kölesnek van jelentős szerepe. Fontos alapanyag a kesudió, amit exportra is termelnek. Ugyancsak nagy szerepe van az olajbogyónak, a pálmamagnak és a kókuszdiónak is.
A halakat, kagylókat, gyümölcsöket és zöldségeket általában gabonafélékkel, tejjel, túróval és egyéb tejtermékekkel együtt fogyasztják. A portugálok terjesztették el a földimogyorótermesztését, s azóta ez a hüvelyes meghatározó eleme a bissau-guineai konyhának. Helyi különlegesség a fekete szemes paszuly.
A levesek és pörköltök jamgyökérből, édesburgonyából, tápiókából, paradicsomból, hagymából és vaddisznóhúsból készülhetnek. Ízesítés gyanánt többféle fűszert, paprikát, erőspaprikát és édenmagot (guineai bors) használnak.
A születésnapokra (de akár más ünnepnapokra is) gyakran készítenek egy yassa nevű fogást, amit Szenegálban is ismernek. Ennek az ételnek alapja a csirkehús, melyhez hagymát, mustárt és citrusféléket adnak.
Az italok közül a rum és pálmabor a legfontosabbak.

## Turizmus
Az időjárás a turistáskodáshoz decembertől áprilisig a legkedvezőbb. A fővárosból szükség szerint kisebb repülőgépek közlekednek minden nagyobb helységbe. A főútvonalakról leágazó ösvényeken csak száraz időszakban lehet terepjáróval közlekedni. A fertőzött vidékekről érkezők számára a sárgaláz elleni oltás kötelező; a malária elleni védekezés az egész országban szükséges. 2012 januárjában itt ért véget a Budapest–Bamako-rali.

## Sport
Bissau-Guinea eddig még nem nyert érmet az olimpiai játékok során.
- Bővebben: Bissau-Guinea az olimpiai játékokon

A Bissau-guineai labdarúgó-válogatott eddigi legnagyobb eredménye a Amilcar Cabral kupán szerzett ezüstérem volt.
- Bővebben: Bissau-guineai labdarúgó-válogatott

## Ünnepek
| Dátum          | Ünnep                                |
| -------------- | ------------------------------------ |
| Január 1.      | Újév                                 |
| Január 20.     | A hősök napja                        |
| Március 8.     | Nemzetközi nőnap                     |
| Május 1.       | A munka ünnepe                       |
| Augusztus 3.   | A gyarmat időszak mártírjainak napja |
| Szeptember 24. | A függetlenség napja                 |
| Október 23.    | A ramadán vége                       |
| November 24.   | A bárány ünnepe                      |
| December 25.   | Karácsony                            |